# Ден Вей
Ден Вей (кит.: 邓薇, нар. 14 лютого 1993, Фуцзянь, Китай) — китайська важкоатлетка, олімпійська чемпіонка 2016 року, триразова чемпіонка світу.

## Результати
| Рік              | Місце                    | Вага             | Ривок            | Ривок            | Ривок            | Ривок            | Поштовх          | Поштовх          | Поштовх          | Поштовх          | Загалом          | Місце            |
| Рік              | Місце                    | Вага             | 1                | 2                | 3                | Місце            | 1                | 2                | 3                | Місце            | Загалом          | Місце            |
| Олімпійські ігри | Олімпійські ігри         | Олімпійські ігри | Олімпійські ігри | Олімпійські ігри | Олімпійські ігри | Олімпійські ігри | Олімпійські ігри | Олімпійські ігри | Олімпійські ігри | Олімпійські ігри | Олімпійські ігри | Олімпійські ігри |
| ---------------- | ------------------------ | ---------------- | ---------------- | ---------------- | ---------------- | ---------------- | ---------------- | ---------------- | ---------------- | ---------------- | ---------------- | ---------------- |
| 2016             | Ріо-де-Жанейро, Бразилія | до 63 кг         | 108              | 112              | 115              | 1                | 138              | 147              | --               | 1                | 262              | 1                |
| Чемпіонат світу  |                          |                  |                  |                  |                  |                  |                  |                  |                  |                  |                  |                  |
| 2015             | Х'юстон, США             | до 63 кг         | 110              | 110              | 113              | 1                | 140              | 146              | --               | 1                | 259              | 1                |
| 2014             | Алмати, Казахстан        | до 63 кг         | 110              | 110              | 110              | 4                | 130              | 136              | 142              | 1                | 252              | 1                |
| 2013             | Вроцлав, Польща          | до 58 кг         | 105              | 108              | 108              | 1                | 133              | 133              | 133              | --               | --               | --               |
| 2010             | Анталья, Туреччина       | до 58 кг         | 93               | 102              | 102              | 3                | 120              | 131              | 135              | 1                | 237              | 1                |